# Cherokee Village
Cherokee Village es una ciudad ubicada en el condado de Sharp en el estado estadounidense de Arkansas. En el Censo de 2010 tenía una población de 4671 habitantes y una densidad poblacional de 87,14 personas por km².

## Geografía
Cherokee Village se encuentra ubicada en las coordenadas 36°17′32″N 91°34′15″O / 36.29222, -91.57083. Según la Oficina del Censo de los Estados Unidos, Cherokee Village tiene una superficie total de 53.6 km², de la cual 51.32 km² corresponden a tierra firme y (4.26%) 2.28 km² es agua. Los límites de la ciudad incluyen siete lagos, siendo el más grande es el lago Thunderbird con más de 14 km de costa. La zona se ha vuelto popular entre propietarios de casas de vacaciones y como zona de recreación.

## Demografía
Según el censo de 2010, había 4671 personas residiendo en Cherokee Village. La densidad de población era de 87,14 hab./km². De los 4671 habitantes, Cherokee Village estaba compuesto por el 97.26% blancos, el 0.21% eran afroamericanos, el 0.51% eran amerindios, el 0.3% eran asiáticos, el 0.02% eran isleños del Pacífico, el 0.49% eran de otras razas y el 1.2% pertenecían a dos o más razas. Del total de la población el 1.97% eran hispanos o latinos de cualquier raza.